# Dario Giagoni
Dario Giagoni (Ozieri, 15 febbraio 1979) è un politico italiano.

## Biografia
Consigliere in regione Sardegna nel 2019, segretario regionale della Lega per Salvini Premier, alle elezioni politiche del 2022 viene eletto deputato nel collegio uninominale Sardegna 04 (provincia di Sassari), avendo ottenenuto il 41%, contro il 27% di Carla Bassu e il 22% di Mario Perantoni.